# Великобірківський ліцей імені Степана Балея

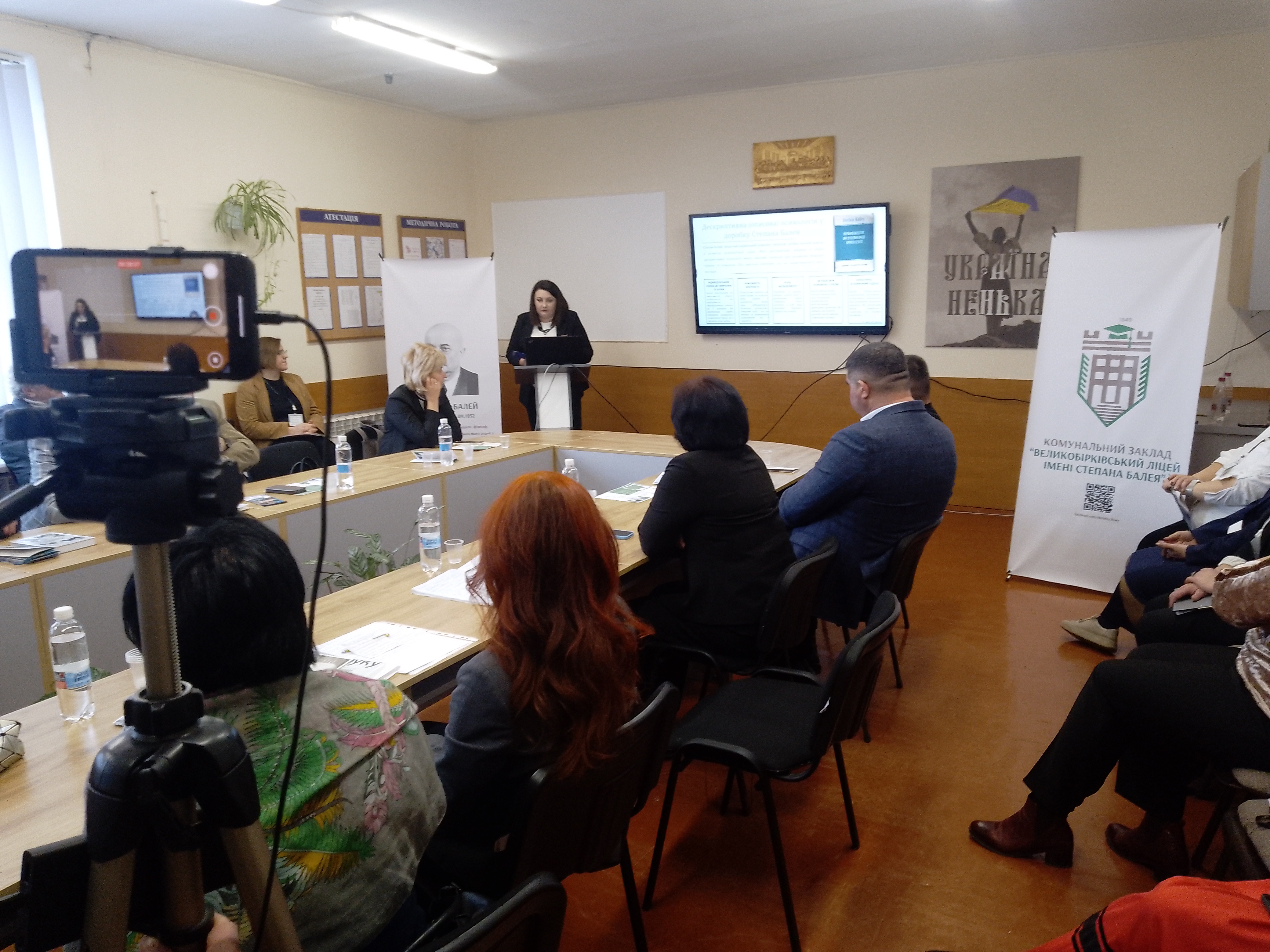
Круглий стіл з нагоди 140-річчя з Дня народження Степана Балея

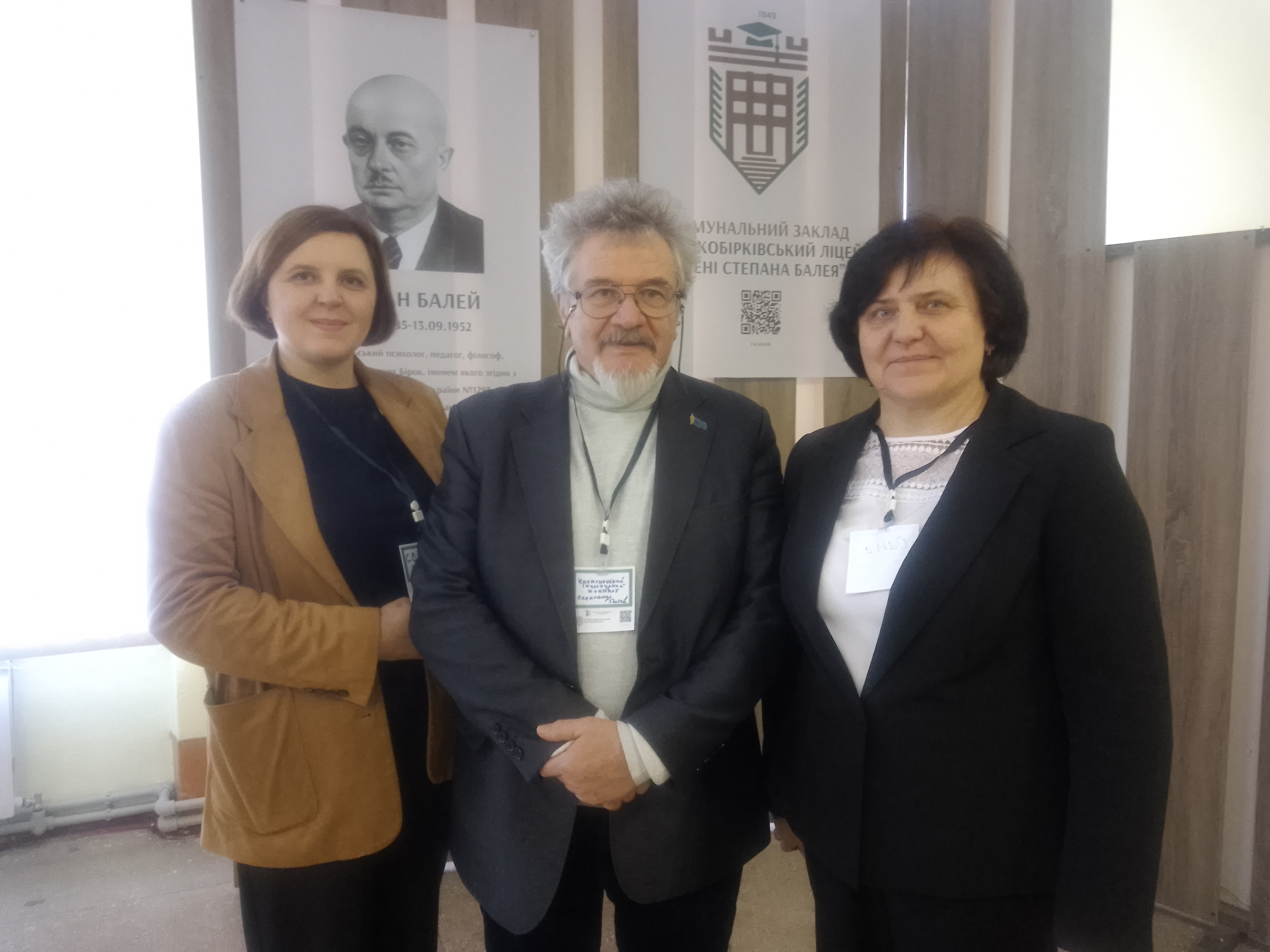
Заст.редактора Кременецького культурного контексту О.Глотов у Великобірківському ліцеї

КЗ «Великобірківський ліцей імені Степана Балея» Великобірківської громади знаходиться за адресою вул. Шкільна, 1 у селищі Великі Бірки. Школу відвідують учні як з Великих Бірок, так і з навколишніх сіл яких перевозить шкільний автобус. Директор Чайка Світлана Петрівна.

## Історія

Меморіальна дошка С. М. Балею (1998)

Перша згадка про школу в архівних документах зустрічається від 22 жовтня 1849 р., згодом 12 листопада 1873 р. вона реорганізована в трикласну школу. Про вчительство кінця XIX — початку XX ст. відомостей мало.
Відомо, що в 1885 р. у школі працювали Володимр Балей та його дружина Ірена Швейковська — батьки академіка Степана Балея. При школі в цей час працювало 2-4 вчителі, один з яких був директором або, як тоді називали, управителем.
Перша будівля школи знаходилась у Великих Бірках у будинку № 188 (сучасна адреса — вул. Шевченка, 76), і до наших днів не збереглась. Наприкінці XIX — на початку XX ст, приміщення вже 4-класної початкової школи перенесли в центральну частину села, тепер будинок по вул. Грушевського, 57 і знаходилася там до 1936 року, коли було відкрито 7-класну школу. Після відновлення Польської держави в селі не було своєї національної школи, лише початкова народна з польською мовою навчання. Наприкінці 20-х років українська громада добилася, щоб школа була змішаною польсько-українською. В середині 30-х років на кошти сільської громади була побудована нова школа з польсько-українською мовою навчання. На період з 02.02.1936 р. була ще 4-ох класна, а на 1938 р. 7-ми класна польсько-українська школа. З 17 вересня 1939 р. зі вступом радянських військ на територію Західної України почалася радянізація української школи. У Великобірківській семирічній школі на той час навчалося 250 учнів і викладало 11 вчителів. Учні школи боролися на фронтах Другої світової війни, були учасниками підпілля ОУН та визвольних змагань УПА. Ще до закінчення війни у вересні 1944 року 298 учнів сіли за парти, їх навчало 14 вчителів. У післявоєнні десятиліття в школі навчалося понад 400 учнів, у наступні роки їх кількість продовжувала зростати.
У 1986 р. було 5 перших класів і у них навчався 141 учень. Це найбільше у порівнянні з іншими роками. За період з 1950 по 2000 роки Великобірківська середня школа надала середню освіту 2693 випускникам, з них 69 золотих і 64 срібних медалісти. У Великобірківській середній школі (з 1993 р. ЗОШ I-III ст., з листопада 1997 р. ім. С Балея) в старших класах навчались і здобували середню освіту також значна кількість учнів старших класів з навколишніх сіл: Дичкова, Малого Ходачкова, Смиковець, Романівки, Максимівки, Ступок, Чернелева-Руського.
Найбільша кількість учнів що одночасно навчались у школі була у 1995—1996 навчальному році і становила — 734 учні, їх навчали 57 вчителів. У 70-80 — ті роки в школі створена потужна матеріальна навчальна база, працюють майстерні, спеціалізовані класні кабінети, спортивні секції, бібліотека. З 1999 року запроваджено вивчення автосправи.
19 листопада 1997 року за клопотанням громадськості Постановою Кабінету Міністрів школі було присвоєно ім’я Степана Балея.
З 2024 року на базі ліцею діє молодіжно-волонтерський простір, створений за підтримки програми BraVo.
3 квітня 2025 року відбулося спецпогашення марки, присвяченої 140-річниці з дня народження Степана Балея.

## Директори
- Хмура Іван Петрович — 1947 р.
- Цапалюк Арсен Ігнатович — 1948—1950 рр.
- Пташник (Длугопольська) Галина Яківна — 1950—1955 рр.
- Мельник Андрій Федорович — 1955—1975 рр.
- Бончук Аврам Хомич — 1975—1981 рр.
- Жовнір Любомир Михайлович — 1981—1985 рр.
- Антонів Надія Степанівна — 1985—1987 рр.
- Шведа Юрій Васильович — 1987—1988 рр.
- Вийванко Михайло Іванович — 1988—1992 рр.
- Дутка Роман Павлович — 1992—1994 рр.
- Сидяга Роман Томкович — 1994—1999 рр.
- Костецький Ігор Бориславович — 1999—2000 рр.
- Собчак Андрій Романович — 2000—2001 рр.
- Береза Яна Олександрівна — 2001—2003 рр.
- Лубкович Тетяна Йосипівна — 2003—2005 рр.
- Польчій Володимир Михайлович — 2005—2016 рр.
- Бас Ольга Олексіївна — 2016-2021 рр.
- Чайка Світлана Петрівна  — з 2021 [6]

## Відомі учні, випускники та вчителі

### Учні
- Біґус Петро
- Дудар Антін Петрович
- Замора Федір Павлович
- Мацелю́х Євге́н Іва́нович
- Кароль Дейна
- Кравчук Євген Йосипович
- Лютюк Анатолій Кузьмич
- Фатхутдінов Василь Гайнулович
- Федаш Юрій Петрович
- Гарматій Володимир Михайлович

### Вчителі
- Сидяга Віталій-Роман Томкович

Учителі та учні Великоборківської середньої школи, травень 1951 р.
Учителі Великоборківської середньої школи, 1957 р.
Учителі Великобірківської ЗОШ ім. С. Балея, 1999 р.

## Цікаві факти
Школа знаходиться на території, що в XVI—XIX ст. належала Борецькому замку.